# Korfantów
Korfantów este un oraș în Polonia.